# 926
| Calendário gregoriano                                                        | 926 CMXXVI                                           |
| Ab urbe condita                                                              | 1679                                                 |
| Calendário arménio                                                           | 375 – 376                                            |
| Calendário bahá'í                                                            | -918 – -917                                          |
| Calendário budista                                                           | 1470                                                 |
| Calendário chinês                                                            | 3622 – 3623 Início a 17 de janeiro (aproximadamente) |
| Calendário copta                                                             | 642 – 643                                            |
| Calendário etíope                                                            | 918 – 919                                            |
| Calendários hindus - Vikram Samvat - Calendário nacional indiano - Cáli Iuga | 981 – 982 847 – 848 4026 – 4027                      |
| Calendário Holoceno                                                          | 10926                                                |
| Calendário islâmico                                                          | 314 – 315                                            |
| Calendário judaico                                                           | 4686 – 4687                                          |
| Calendário persa                                                             | 304 – 305                                            |
| Calendário rúnico                                                            | 1176                                                 |
| Calendário solar tailandês                                                   | 1469                                                 |

926 (CMXXVI na numeração romana) foi um ano comum do século X do Calendário Juliano, da Era de Cristo, teve início a um domingo e terminou também a um domingo, e a sua letra dominical foi A (52 semanas).
No  território que viria a ser o reino de Portugal estava em vigor a Era de César que já contava 964 anos.
| Ano completo                    |
| ------------------------------- |
| Ano comum com início ao domingo |

## Eventos
- Início da residência em Viseu de Ramiro, futuro Ramiro II de Leão.
- O conde Hermenegildo Gonçalves (tambem conhecido como Mendo Gonçalves) filho do conde Gonçalo Afonso Betote, casa com Mumadona Dias (filha de Diogo Fernandes) e Onneca (ou Onega), provavelmente da casa real de Pamplona.

## Nascimentos
- Murakami, 62º imperador do Japão.